# Pârâul Mocanului
Pârâul Mocanului este un curs de apă, afluent al râului Crememeț. 